# دهستان گیل دولاب
دهستان گیل دولاب نام دهستانی در بخش مرکزی شهرستان رضوانشهر، استان گیلان در ایران است. در گذشته محدوده این دهستان با وسعت‌ و تعداد روستاهای بیشتر ولایت  گیل  دولاب نامیده می شد .

## زبان
مردم گیل دولاب گیلک هستند و به زبان گیلکی سخن می‌گویند.
ادبیات و شعر گیلکی در این منطقه پیشینهٔ زیادی دارد، به گونه‌ای که پیر شرفشاه دولایی که به پدر شعر گیلکی نیز مشهور است از اهالی این منطقه بود و آرامگاه او امروزه در روستای دارسرا از توابع دهستان گیل دولاب قرار دارد.

## جمعیت
براساس سرشماری مرکز آمار ایران در سال ۱۳۸۵، جمعیت آن ۸۴۵۱ نفر (۲۲۲۱ خانوار) بوده‌است.